# Kostadince
Kostadince en serbe latin et Kostadincë en albanais (en serbe cyrillique : Костадинце) est une localité du Kosovo située dans la commune/municipalité de Kamenicë/Kosovska Kamenica, district de Gjilan/Gnjilane (Kosovo) ou district de Kosovo-Pomoravlje (Serbie). Selon le recensement kosovar de 2011, elle compte 48 habitants.

## Démographie

### Évolution historique de la population dans la localité
| 1948 | 1953 | 1961 | 1971 | 1981 | 1991 | 2011 |
| ---- | ---- | ---- | ---- | ---- | ---- | ---- |
| 318  | 328  | 298  | 316  | 233  | 179  | 48   |

|  |

### Répartition de la population par nationalités (2011)
En 2011, les Serbes représentaient 60,42 % de la population et les Albanais 39,58 %.